# Brixham
Brixham (wym. ˈbrɪksəm) – miasto w Wielkiej Brytanii, w Anglii, w hrabstwie ceremonialnym Devon, w dystrykcie (unitary authority) Torbay. Leży na południowym końcu zatoki Tor Bay. Mały port rybacki. Ze względu na malownicze położenie popularny ośrodek wypoczynku letniego o znaczeniu ponadregionalnym.

## Atrakcje turystyczne
- Replika statku Francisa Drake'a Golden Hind[1]
- Letni karnawał Cowtown[2]
- Happening w Parku St Mary, festiwal muzyczny